# كارل جاكسون
كارل جاكسون (بالإنجليزية: Carl Jackson)‏ هو عازف بانجو ومغن مؤلف أمريكي، ولد في 18 سبتمبر 1953 في لويزفيل في الولايات المتحدة.

## وصلات خارجية
- الموقع الرسمي
- كارل جاكسون على موقع IMDb (الإنجليزية)
- كارل جاكسون على موقع ميوزك برينز (الإنجليزية)
- كارل جاكسون على موقع ديسكوغز (الإنجليزية)